# Hollands kvindefodboldlandshold
Hollands kvindefodboldlandshold (nederlandsk: Nederlands vrouwenvoetbalelftal) er det nationale fodboldhold for kvinder i Holland. Det administreres af Hollands fodboldforbund (KNVB), som er medlem af UEFA.

## Deltagelse i de største turneringer

### VM i fodbold
Den 27. november 2014 kvalificerede Holland sig for første gang til slutrunden ved VM i fodbold for kvinder.
| Statistik over Hollands VM-resultater | Statistik over Hollands VM-resultater | Statistik over Hollands VM-resultater | Statistik over Hollands VM-resultater | Statistik over Hollands VM-resultater | Statistik over Hollands VM-resultater | Statistik over Hollands VM-resultater | Statistik over Hollands VM-resultater | Statistik over Hollands VM-resultater |
| Værtsnation og år                     | Resultat                              | Pos                                   | K                                     | V                                     | U*                                    | T                                     | M+                                    | M-                                    |
| ------------------------------------- | ------------------------------------- | ------------------------------------- | ------------------------------------- | ------------------------------------- | ------------------------------------- | ------------------------------------- | ------------------------------------- | ------------------------------------- |
| 1991                                  | Ikke kvalificeret                     | Ikke kvalificeret                     | Ikke kvalificeret                     | Ikke kvalificeret                     | Ikke kvalificeret                     | Ikke kvalificeret                     | Ikke kvalificeret                     | Ikke kvalificeret                     |
| 1995                                  | Ikke kvalificeret                     | Ikke kvalificeret                     | Ikke kvalificeret                     | Ikke kvalificeret                     | Ikke kvalificeret                     | Ikke kvalificeret                     | Ikke kvalificeret                     | Ikke kvalificeret                     |
| 1999                                  | Ikke kvalificeret                     | Ikke kvalificeret                     | Ikke kvalificeret                     | Ikke kvalificeret                     | Ikke kvalificeret                     | Ikke kvalificeret                     | Ikke kvalificeret                     | Ikke kvalificeret                     |
| 2003                                  | Ikke kvalificeret                     | Ikke kvalificeret                     | Ikke kvalificeret                     | Ikke kvalificeret                     | Ikke kvalificeret                     | Ikke kvalificeret                     | Ikke kvalificeret                     | Ikke kvalificeret                     |
| 2007                                  | Ikke kvalificeret                     | Ikke kvalificeret                     | Ikke kvalificeret                     | Ikke kvalificeret                     | Ikke kvalificeret                     | Ikke kvalificeret                     | Ikke kvalificeret                     | Ikke kvalificeret                     |
| 2011                                  | Ikke kvalificeret                     | Ikke kvalificeret                     | Ikke kvalificeret                     | Ikke kvalificeret                     | Ikke kvalificeret                     | Ikke kvalificeret                     | Ikke kvalificeret                     | Ikke kvalificeret                     |
| 2015                                  | Ottendedelsfinaler                    | 13. af 24                             | 4                                     | 1                                     | 1                                     | 2                                     | 3                                     | 4                                     |
| 2019                                  | Toer                                  | 2.                                    | 7                                     | 6                                     | 0                                     | 1                                     | 11                                    | 5                                     |
| Total                                 | 2/8                                   | 2.                                    | 11                                    | 7                                     | 1                                     | 3                                     | 14                                    | 9                                     |

*Uafgjort inkluderer knockout-kampe, som blev afgjort med straffesparkskonkurrence.

### EM i fodbold
| Statistik over Hollands EM-resultater | Statistik over Hollands EM-resultater | Statistik over Hollands EM-resultater | Statistik over Hollands EM-resultater | Statistik over Hollands EM-resultater | Statistik over Hollands EM-resultater | Statistik over Hollands EM-resultater | Statistik over Hollands EM-resultater | Statistik over Hollands EM-resultater |
| Værtsnation og år                     | Resultat                              | Pos                                   | K                                     | V                                     | U*                                    | T                                     | M+                                    | M-                                    |
| ------------------------------------- | ------------------------------------- | ------------------------------------- | ------------------------------------- | ------------------------------------- | ------------------------------------- | ------------------------------------- | ------------------------------------- | ------------------------------------- |
| 1984**                                | Ikke kvalificeret                     | Ikke kvalificeret                     | Ikke kvalificeret                     | Ikke kvalificeret                     | Ikke kvalificeret                     | Ikke kvalificeret                     | Ikke kvalificeret                     | Ikke kvalificeret                     |
| 1987                                  | Ikke kvalificeret                     | Ikke kvalificeret                     | Ikke kvalificeret                     | Ikke kvalificeret                     | Ikke kvalificeret                     | Ikke kvalificeret                     | Ikke kvalificeret                     | Ikke kvalificeret                     |
| 1989                                  | Ikke kvalificeret                     | Ikke kvalificeret                     | Ikke kvalificeret                     | Ikke kvalificeret                     | Ikke kvalificeret                     | Ikke kvalificeret                     | Ikke kvalificeret                     | Ikke kvalificeret                     |
| 1991                                  | Ikke kvalificeret                     | Ikke kvalificeret                     | Ikke kvalificeret                     | Ikke kvalificeret                     | Ikke kvalificeret                     | Ikke kvalificeret                     | Ikke kvalificeret                     | Ikke kvalificeret                     |
| 1993                                  | Ikke kvalificeret                     | Ikke kvalificeret                     | Ikke kvalificeret                     | Ikke kvalificeret                     | Ikke kvalificeret                     | Ikke kvalificeret                     | Ikke kvalificeret                     | Ikke kvalificeret                     |
| 1995                                  | Ikke kvalificeret                     | Ikke kvalificeret                     | Ikke kvalificeret                     | Ikke kvalificeret                     | Ikke kvalificeret                     | Ikke kvalificeret                     | Ikke kvalificeret                     | Ikke kvalificeret                     |
| 1997                                  | Ikke kvalificeret                     | Ikke kvalificeret                     | Ikke kvalificeret                     | Ikke kvalificeret                     | Ikke kvalificeret                     | Ikke kvalificeret                     | Ikke kvalificeret                     | Ikke kvalificeret                     |
| 2001                                  | Ikke kvalificeret                     | Ikke kvalificeret                     | Ikke kvalificeret                     | Ikke kvalificeret                     | Ikke kvalificeret                     | Ikke kvalificeret                     | Ikke kvalificeret                     | Ikke kvalificeret                     |
| 2005                                  | Ikke kvalificeret                     | Ikke kvalificeret                     | Ikke kvalificeret                     | Ikke kvalificeret                     | Ikke kvalificeret                     | Ikke kvalificeret                     | Ikke kvalificeret                     | Ikke kvalificeret                     |
| 2009                                  | Semifinaler                           | 3.                                    | 5                                     | 2                                     | 1                                     | 2                                     | 6                                     | 5                                     |
| 2013                                  | Gruppespil                            | 12.                                   | 3                                     | 0                                     | 1                                     | 2                                     | 0                                     | 2                                     |
| 2017                                  | Mestre                                | 1.                                    | 6                                     | 6                                     | 0                                     | 0                                     | 13                                    | 3                                     |
| 2022                                  | Kvartfinale                           | 5.                                    | 4                                     | 2                                     | 1                                     | 1                                     | 8                                     | 5                                     |
| Total                                 | 4/13                                  | 5.                                    | 18                                    | 10                                    | 3                                     | 5                                     | 27                                    | 15                                    |

*Uafgjort inkluderer knockout-kampe, som blev afgjort med straffesparkskonkurrence.
** Manglende flag indikerer, at der ikke var noget værtsland.

## Aktuel trup
Følgende spillere udtaget til den endelige trup for VM i fodbold 2023 i New Zealand/Australien.
Landstræner: Andries Jonker